# Ryan Bertrand
Ryan Dominic Bertrand (Londra, 5 agosto 1989) è un ex calciatore inglese, di ruolo difensore o centrocampista.

## Caratteristiche tecniche
È un terzino sinistro dotato di buona corsa, può giocare anche come centrocampista di fascia, sempre a sinistra.

## Carriera

### Club

#### Chelsea e vari prestiti
Cresciuto nel Chelsea, per diversi anni è stato mandato in prestito in varie squadre delle serie inferiori inglesi, per poi far ritorno nei Blues a gennaio del 2011. Esordisce in Premier League il 20 aprile 2011 in Chelsea-Birmingham City (3-1), valevole per la 28ª giornata. Il 19 maggio 2012, viene schierato titolare dall'allenatore Roberto Di Matteo nella finale della UEFA Champions League, diventando il primo calciatore a debuttare nella massima competizione internazionale per club direttamente nell'epilogo della competizione stessa. Con la maglia Blues vince dunque la Champions League nel 2012 e l'Europa League nel 2013.

#### Southampton
Il 30 luglio 2014 passa al Southampton con la formula del prestito. Il 2 febbraio 2015 viene riscattato per 13 milioni di euro.

#### Leicester City e ritiro
Il 14 luglio 2021 viene acquistato dal Leicester City. Colleziona in tutto 11 presenze con le Foxes, lasciando il club al termine della stagione 2022-2023.
Il 18 giugno 2024, annuncia il proprio ritiro dal calcio giocato, all'età di 34 anni.

### Nazionale
Ha giocato 6 partite di qualificazione per gli Europei Under-21, disputando in seguito l'Europeo Under-21 2011.
Ha disputato i giochi olimpici di Londra 2012.
Ha esordito con la nazionale maggiore il 15 agosto 2012 nella vittoriosa amichevole contro l'Italia, entrando nei minuti finali al posto di Leighton Baines.
Viene convocato per gli Europei 2016 in Francia, dove disputa unicamente la gara contro la Slovacchia.

## Statistiche

### Presenze e reti nei club
Statistiche aggiornate al 30 giugno 2023.
| Stagione              | Squadra               | Campionato            | Campionato | Campionato | Coppe nazionali | Coppe nazionali | Coppe nazionali | Coppe continentali | Coppe continentali | Coppe continentali | Altre coppe | Altre coppe | Altre coppe | Totale | Totale |
| Stagione              | Squadra               | Comp                  | Pres       | Reti       | Comp            | Pres            | Reti            | Comp               | Pres               | Reti               | Comp        | Pres        | Reti        | Pres   | Reti   |
| --------------------- | --------------------- | --------------------- | ---------- | ---------- | --------------- | --------------- | --------------- | ------------------ | ------------------ | ------------------ | ----------- | ----------- | ----------- | ------ | ------ |
| 2006-gen. 2007        | Chelsea               | PL                    | 0          | 0          | FACup+CdL       | 0+0             | 0               | UCL                | 0                  | 0                  | CS          | -           | -           | 0      | 0      |
| gen.-giu. 2007        | Bournemouth           | FL1                   | 5          | 0          | FACup+CdL       | 0+2             | 0               | -                  | -                  | -                  | -           | -           | -           | 7      | 0      |
| 2007-gen. 2008        | Oldham Athletic       | FL1                   | 21         | 0          | FACup+CdL       | 0+0             | 0               | -                  | -                  | -                  | -           | 2           | 0           | 21     | 0      |
| gen.-giu. 2008        | Norwich City          | FLC                   | 18         | 0          | FACup+CdL       | 2+0             | 0               | -                  | -                  | -                  | -           | -           | -           | 20     | 0      |
| 2008-2009             | Norwich City          | FLC                   | 38         | 0          | FACup+CdL       | 2+0             | 0               | -                  | -                  | -                  | -           | -           | -           | 40     | 0      |
| Totale Norwich City   | Totale Norwich City   | Totale Norwich City   | 56         | 0          |                 | 4               | 0               |                    | -                  | -                  |             | -           | -           | 60     | 0      |
| 2009-2010             | Reading               | FLC                   | 44         | 1          | FACup+CdL       | 6+1             | 0               | -                  | -                  | -                  | -           | -           | -           | 51     | 1      |
| 2010-2011             | Nottingham Forest     | FLC                   | 19         | 0          | FACup+CdL       | 0+0             | 0               | -                  | -                  | -                  | -           | -           | -           | 19     | 0      |
| gen.-giu. 2011        | Chelsea               | PL                    | 1          | 0          | FACup+CdL       | 0+0             | 0               | UCL                | 0                  | 0                  | -           | -           | -           | 1      | 0      |
| 2011-2012             | Chelsea               | PL                    | 7          | 0          | FACup+CdL       | 4+3             | 0               | UCL                | 1                  | 0                  | -           | -           | -           | 15     | 0      |
| 2012-2013             | Chelsea               | PL                    | 19         | 0          | FACup+CdL       | 5+4             | 0+1             | UCL+UEL            | 3+5                | 0                  | CS+SU       | 1+1         | 1+0         | 38     | 2      |
| 2013-gen.2014         | Chelsea               | PL                    | 1          | 0          | FACup+CdL       | 0+2             | 0               | UCL                | 0                  | 0                  | SU          | 0           | 0           | 3      | 0      |
| Totale Chelsea        | Totale Chelsea        | Totale Chelsea        | 28         | 0          |                 | 18              | 1               |                    | 9                  | 0                  |             | 2           | 1           | 57     | 2      |
| gen.-giu.2014         | Aston Villa           | PL                    | 16         | 0          | FACup+CdL       | -               | -               | -                  | -                  | -                  | -           | -           | -           | 16     | 0      |
| 2014-2015             | Southampton           | PL                    | 34         | 2          | FACup+CdL       | 3+2             | 0               | -                  | -                  | -                  | -           | -           | -           | 39     | 2      |
| 2015-2016             | Southampton           | PL                    | 32         | 1          | FACup+CdL       | 0+2             | 0               | UEL                | 0                  | 0                  | -           | -           | -           | 34     | 1      |
| 2016-2017             | Southampton           | PL                    | 28         | 2          | FACup+CdL       | 1+4             | 0+1             | UEL                | 1                  | 0                  | -           | -           | -           | 34     | 3      |
| 2017-2018             | Southampton           | PL                    | 35         | 0          | FACup+CdL       | 5+0             | 0               | -                  | -                  | -                  | -           | -           | -           | 40     | 0      |
| 2018-2019             | Southampton           | PL                    | 24         | 1          | FACup+CdL       | 0+0             | 0+0             | -                  | -                  | -                  | -           | -           | -           | 24     | 1      |
| 2019-2020             | Southampton           | PL                    | 32         | 1          | FACup+CdL       | 2+1             | 0+0             | -                  | -                  | -                  | -           | -           | -           | 35     | 1      |
| 2020-2021             | Southampton           | PL                    | 29         | 0          | FACup+CdL       | 4+1             | 0+0             | -                  | -                  | -                  | -           | -           | -           | 34     | 0      |
| Totale Southampton    | Totale Southampton    | Totale Southampton    | 214        | 7          |                 | 25              | 1               |                    | 1                  | 0                  |             | 0           | 0           | 240    | 8      |
| 2021-2022             | Leicester City        | PL                    | 4          | 0          | FACup+CdL       | 0+2             | 0+0             | UEL                | 4                  | 0                  | CS          | 1           | 0           | 11     | 0      |
| 2022-2023             | Leicester City        | PL                    | 0          | 0          | FACup+CdL       | 0+0             | 0+0             | -                  | -                  | -                  | -           | -           | -           | 0      | 0      |
| Totale Leicester City | Totale Leicester City | Totale Leicester City | 4          | 0          |                 | 2               | 0               |                    | 4                  | 0                  |             | 1           | 0           | 11     | 0      |
| Totale carriera       | Totale carriera       | Totale carriera       | 407        | 8          |                 | 59              | 2               |                    | 14                 | 0                  |             | 3           | 1           | 437    | 10     |

### Cronologia presenze e reti in nazionale
| Cronologia completa delle presenze e delle reti in nazionale ― Inghilterra | Cronologia completa delle presenze e delle reti in nazionale ― Inghilterra | Cronologia completa delle presenze e delle reti in nazionale ― Inghilterra | Cronologia completa delle presenze e delle reti in nazionale ― Inghilterra | Cronologia completa delle presenze e delle reti in nazionale ― Inghilterra | Cronologia completa delle presenze e delle reti in nazionale ― Inghilterra | Cronologia completa delle presenze e delle reti in nazionale ― Inghilterra | Cronologia completa delle presenze e delle reti in nazionale ― Inghilterra |
| Data                                                                       | Città                                                                      | In casa                                                                    | Risultato                                                                  | Ospiti                                                                     | Competizione                                                               | Reti                                                                       | Note                                                                       |
| -------------------------------------------------------------------------- | -------------------------------------------------------------------------- | -------------------------------------------------------------------------- | -------------------------------------------------------------------------- | -------------------------------------------------------------------------- | -------------------------------------------------------------------------- | -------------------------------------------------------------------------- | -------------------------------------------------------------------------- |
| 15-8-2012                                                                  | Berna                                                                      | Inghilterra                                                                | 2 – 1                                                                      | Italia                                                                     | Amichevole                                                                 | -                                                                          | 78’                                                                        |
| 11-9-2012                                                                  | Londra                                                                     | Inghilterra                                                                | 1 – 1                                                                      | Ucraina                                                                    | Qual. Mondiali 2014                                                        | -                                                                          | 73’                                                                        |
| 31-3-2015                                                                  | Torino                                                                     | Italia                                                                     | 1 – 1                                                                      | Inghilterra                                                                | Amichevole                                                                 | -                                                                          | 88’                                                                        |
| 7-6-2015                                                                   | Dublino                                                                    | Irlanda                                                                    | 0 – 0                                                                      | Inghilterra                                                                | Amichevole                                                                 | -                                                                          |                                                                            |
| 9-10-2015                                                                  | Londra                                                                     | Inghilterra                                                                | 2 – 0                                                                      | Estonia                                                                    | Qual. Euro 2016                                                            | -                                                                          |                                                                            |
| 13-11-2015                                                                 | Alicante                                                                   | Spagna                                                                     | 2 – 0                                                                      | Inghilterra                                                                | Amichevole                                                                 | -                                                                          |                                                                            |
| 17-11-2015                                                                 | Londra                                                                     | Inghilterra                                                                | 2 – 0                                                                      | Francia                                                                    | Amichevole                                                                 | -                                                                          | 80’                                                                        |
| 27-5-2016                                                                  | Sunderland                                                                 | Inghilterra                                                                | 2 – 1                                                                      | Australia                                                                  | Amichevole                                                                 | -                                                                          |                                                                            |
| 20-6-2016                                                                  | Saint-Étienne                                                              | Slovacchia                                                                 | 0 – 0                                                                      | Inghilterra                                                                | Euro 2016 - 1º turno                                                       | -                                                                          | 52’                                                                        |
| 8-10-2016                                                                  | Londra                                                                     | Inghilterra                                                                | 2 – 0                                                                      | Malta                                                                      | Qual. Mondiali 2018                                                        | -                                                                          |                                                                            |
| 22-3-2017                                                                  | Dortmund                                                                   | Germania                                                                   | 1 – 0                                                                      | Inghilterra                                                                | Amichevole                                                                 | -                                                                          |                                                                            |
| 26-3-2017                                                                  | Londra                                                                     | Inghilterra                                                                | 2 – 0                                                                      | Lituania                                                                   | Qual. Mondiali 2018                                                        | -                                                                          |                                                                            |
| 10-6-2017                                                                  | Glasgow                                                                    | Scozia                                                                     | 2 – 2                                                                      | Inghilterra                                                                | Qual. Mondiali 2018                                                        | -                                                                          |                                                                            |
| 13-6-2017                                                                  | Saint-Denis                                                                | Francia                                                                    | 3 – 2                                                                      | Inghilterra                                                                | Amichevole                                                                 | -                                                                          | 46’                                                                        |
| 1-9-2017                                                                   | Ta' Qali                                                                   | Malta                                                                      | 0 – 4                                                                      | Inghilterra                                                                | Qual. Mondiali 2018                                                        | 1                                                                          |                                                                            |
| 4-9-2017                                                                   | Londra                                                                     | Inghilterra                                                                | 2 – 1                                                                      | Slovacchia                                                                 | Qual. Mondiali 2018                                                        | -                                                                          |                                                                            |
| 5-10-2017                                                                  | Londra                                                                     | Inghilterra                                                                | 1 – 0                                                                      | Slovenia                                                                   | Qual. Mondiali 2018                                                        | -                                                                          |                                                                            |
| 11-11-2017                                                                 | Londra                                                                     | Inghilterra                                                                | 0 – 0                                                                      | Germania                                                                   | Amichevole                                                                 | -                                                                          | 71’                                                                        |
| 14-11-2017                                                                 | Londra                                                                     | Inghilterra                                                                | 0 – 0                                                                      | Brasile                                                                    | Amichevole                                                                 | -                                                                          | 81’                                                                        |
| Totale                                                                     |                                                                            | Presenze                                                                   | 19                                                                         |                                                                            | Reti                                                                       | 1                                                                          |                                                                            |

| Cronologia completa delle presenze e delle reti in nazionale ― Regno Unito olimpica | Cronologia completa delle presenze e delle reti in nazionale ― Regno Unito olimpica | Cronologia completa delle presenze e delle reti in nazionale ― Regno Unito olimpica | Cronologia completa delle presenze e delle reti in nazionale ― Regno Unito olimpica | Cronologia completa delle presenze e delle reti in nazionale ― Regno Unito olimpica | Cronologia completa delle presenze e delle reti in nazionale ― Regno Unito olimpica | Cronologia completa delle presenze e delle reti in nazionale ― Regno Unito olimpica | Cronologia completa delle presenze e delle reti in nazionale ― Regno Unito olimpica |
| Data                                                                                | Città                                                                               | In casa                                                                             | Risultato                                                                           | Ospiti                                                                              | Competizione                                                                        | Reti                                                                                | Note                                                                                |
| ----------------------------------------------------------------------------------- | ----------------------------------------------------------------------------------- | ----------------------------------------------------------------------------------- | ----------------------------------------------------------------------------------- | ----------------------------------------------------------------------------------- | ----------------------------------------------------------------------------------- | ----------------------------------------------------------------------------------- | ----------------------------------------------------------------------------------- |
| 20-7-2012                                                                           | Middlesbrough                                                                       | Regno Unito olimpica                                                                | 0 – 2                                                                               | Brasile olimpica                                                                    | Amichevole                                                                          | -                                                                                   |                                                                                     |
| 26-7-2012                                                                           | Manchester                                                                          | Regno Unito olimpica                                                                | 1 – 1                                                                               | Senegal olimpica                                                                    | Olimpiadi 2012 - 1º turno                                                           | -                                                                                   |                                                                                     |
| 1-8-2012                                                                            | Cardiff                                                                             | Regno Unito olimpica                                                                | 1 – 0                                                                               | Uruguay olimpica                                                                    | Olimpiadi 2012 - 1º turno                                                           | -                                                                                   |                                                                                     |
| 4-8-2012                                                                            | Cardiff                                                                             | Regno Unito olimpica                                                                | 1 – 1 dts (4 – 5 dcr)                                                               | Corea del Sud olimpica                                                              | Olimpiadi 2012 - Quarti di finale                                                   | -                                                                                   |                                                                                     |
| Totale                                                                              |                                                                                     | Presenze                                                                            | 4                                                                                   |                                                                                     | Reti                                                                                | 0                                                                                   |                                                                                     |

## Palmarès

### Club

#### Competizioni nazionali
- Coppa d'Inghilterra: 1

Chelsea: 2011-2012
- Community Shield: 1

Leicester City: 2021

#### Competizioni internazionali
- UEFA Champions League: 1

Chelsea: 2011-2012
- UEFA Europa League: 1

Chelsea: 2012-2013